# Caradrina atriluna
Caradrina atriluna är en fjärilsart som beskrevs av Achille Guenée 1852. Caradrina atriluna ingår i släktet Caradrina och familjen nattflyn, Noctuidae. Inga underarter finns listade i Catalogue of Life.